# Яковлев, Юрий Владимирович
Ю́рий Влади́мирович Я́ковлев (род. 29 апреля 1952) — деятель российских спецслужб, начальник Службы экономической безопасности Федеральной службы безопасности Российской Федерации (2008—2016), заместитель генерального директора Государственной корпорации «Росатом» (c 10 октября 2016 года), генерал армии.

## Биография
В 1975 году окончил Московский инженерно-физический институт по специальности «Экспериментальная ядерная физика». После окончания института, с 1975 по 1976 год работал инженером Физического института им. Лебедева АН СССР.
В период с 1976 по 2016 год работал на оперативных и руководящих должностях в органах государственной безопасности. С 2004 по 2008 год служил в должности первого заместителя начальника Службы экономической безопасности ФСБ России, а с 2008 по 2016 годы — в должности начальника данной структуры. По должности также возглавлял координационный совет ФСБ России по защите национальных интересов Российской Федерации в Арктике. В июне 2016 года отправлен в отставку указом Президента Российской Федерации.
С 10 октября 2016 года — заместитель генерального директора Государственной корпорации «Росатом» по государственной политике в области безопасности при использовании атомной энергии в оборонных целях.

## Санкции
12 февраля 2023 года, на фоне вторжения России на Украину, включён в санкционный список Украины так как «Руководство "Росатома" отправило своих сотрудников в Украину вместе с российскими военными, которые захватили украинские атомные электростанции - ЗАЭС и ЧАЭС». 24 февраля 2023 года внесён в санкционный список Великобритании «поскольку он был и является причастным к получению выгоды от правительства или его поддержке». 19 мая 2023 года включен в санкционный список Канады «близких соратников режима».

## Награды
Награждён орденами «За заслуги перед Отечеством» III и IV степеней, «За военные заслуги», Почёта, государственными и ведомственными медалями.